# 로시프 서덜랜드
로시프 서덜랜드(영어: Rossif Sutherland, 1978년 9월 25일 ~ )는 캐나다의 배우이다.

## 방송
- 레인

## 영화
- 포제서 (2020년)
- 어떤 손님 (2019년)
- 백스태빙 포 비기너스 (2018년)
- 오버로드: 11구역 (2017년)
- 엣지 오브 윈터 (2016년)
- 리버 (2015년)
- 하이에나 로드 (2015년)
- 헬리온스 (2015년)
- 빅 머디 (2014년)
- 레인 (2013년)
- 아임유어스 (2011년) - 로버트 역
- 하이 라이프 (2009년)
- 보이즈 게임 (2007년)
- 아임 리드 피쉬 (2006년)
- 붉은 문 (2005년)
- 타임라인 (2003년) - 프랑수아 돈텔 역
- ER (1994년)